# Choroba weselbronska
Choroba weselbronska – zakaźna, niezaraźliwa, wirusowa choroba owiec. Możliwe jest również zarażenie innych przeżuwaczy oraz świń i koni.

## Występowanie
Choroba występuje w krajach Afryki południowej. Stwierdzana w Południowej Afryce, Malawi, Zimbabwe, Kamerunie, Czadzie.

## Etiologia
Chorobę wywołuje wirus z grupy arbowirusów.

## Obraz kliniczny
Choroba występuje u jagniąt w wieku 1 do 8 dni życia. Może również wystąpić u owiec, które są w zaawansowanej ciąży. Czas inkubacji choroby wynosi 24–72 godziny, czyli jest stosunkowo krótki. U jagniąt następuje najpierw wzrost temperatury ciała, potem w ciągu 48 godzin dochodzi do zejścia śmiertelnego. Śmiertelność jagniąt u których wystąpiły objawy sięga 100%.